# Soltan Hacıbəyov

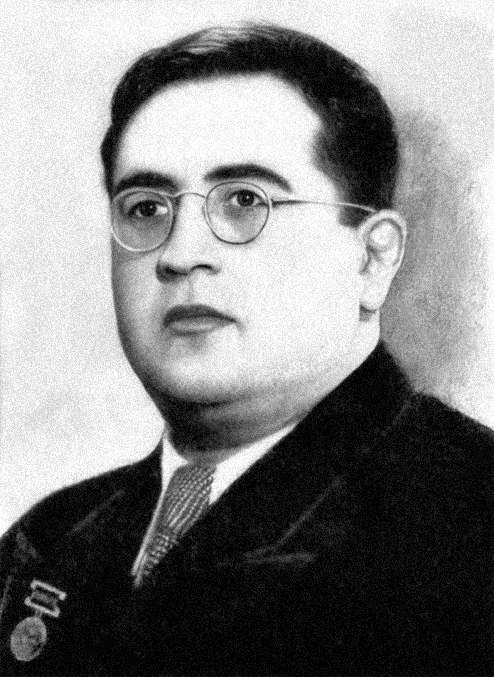
Soltan Hacıbəyov

Soltan Ismail oğlu Hacıbəyov (auch Soltan Hacibeyov; russisch Солтан Гаджибеков, Soltan Gadschibekow; * 8. Mai 1919 in Şuşa; † 19. September 1974 in Baku) war ein aserbaidschanischer Komponist.
Hacibeyov studierte Musik in Baku und wirkte danach als Lehrer, Professor (ab 1965) und Rektor (1969–1974) am Konservatorium seines Onkels Useir Hacibeyov. Von 1955 bis 1962 war er außerdem Direktor der aserbaidschanischen Philharmonie. Er komponierte eine Operette, ein Ballett, zwei Sinfonien, ein sinfonisches Bild, ein Violin- und ein Orchesterkonzert, ein Streichquartett, eine Kantate, Klavierstücke, Lieder, Bühnen- und Filmmusiken.

## Quelle
- Alfred Baumgartner: Propyläen – Welt der Musik: Die Komponisten. Ein Lexikon in fünf Bänden. Band 2: Cools – Hauer. Propyläen, Berlin / Frankfurt am Main 1989, ISBN 3-549-07832-3, S. 371.